# Cabinet Platzeck III
Land de Brandebourg
Platzeck II Woidke I
Le cabinet Platzeck III (Kabinett Platzeck III, en allemand) est le gouvernement du Land de Brandebourg entre le 6 novembre 2009 et le 28 août 2013, durant la cinquième législature du Landtag.

## Coalition et historique
Dirigé par le ministre-président social-démocrate sortant, Matthias Platzeck, il est soutenu par une « coalition rouge-rouge » entre le Parti social-démocrate d'Allemagne (SPD) et Die Linke (Linke), qui disposent ensemble de 57 députés sur 88 au Landtag, soit 64,8 % des sièges.
Il a été formé à la suite des élections législatives régionales du 27 septembre 2009 et succède au cabinet Platzeck II, constitué d'une « grande coalition » entre le SPD et l'Union chrétienne-démocrate d'Allemagne (CDU). Bien que cette alliance, au pouvoir depuis 1999, ait conservé sa majorité absolue, Platzeck a fait le choix de changer de partenaire de coalition, s'assurant, paradoxalement, une majorité plus large, Die Linke étant la deuxième force parlementaire dans le Land.
À la suite de la démission de Platzeck, ce dernier est remplacé par le ministre de l'Intérieur Dietmar Woidke, qui forme son premier gouvernement avec une coalition identique.

## Composition

### Initiale
| Portefeuille                                                                   | Titulaire | Titulaire                                                                     | Parti |
| ------------------------------------------------------------------------------ | --------- | ----------------------------------------------------------------------------- | ----- |
| Ministre-président                                                             |           | Matthias Platzeck                                                             | SPD   |
| Vice-ministre-président Ministre des Finances                                  |           | Helmuth Markov                                                                | Linke |
| Ministre de l'Intérieur                                                        |           | Rainer Speer (jusqu'au 23/09/2010) Dietmar Woidke (à partir du 06/10/2010)    | SPD   |
| Ministre de la Justice                                                         |           | Volkmar Schöneburg                                                            | Linke |
| Ministre de l'Économie et des Affaires européennes                             |           | Ralf Christoffers                                                             | Linke |
| Ministre des Infrastructures et de l'Agriculture                               |           | Jutta Lieske (jusqu'au 24/02/2010) Jörg Vogelsänger (à partir du 25/02/2010)  | SPD   |
| Ministre de l'Éducation, de la Jeunesse et des Sports                          |           | Holger Rupprecht (jusqu'au 27/01/2011) Martina Münch (à partir du 23/02/2011) | SPD   |
| Ministre de la Science, de la Recherche et de la Culture                       |           | Martina Münch (jusqu'au 23/02/2011) Sabine Kunst                              | SPD   |
| Ministre du Travail, des Affaires sociales, des Femmes et de la Famille        |           | Günter Baaske                                                                 | SPD   |
| Ministre de l'Environnement, de la Santé et de la Protection des consommateurs |           | Anita Tack                                                                    | Linke |